# ストリューモーン

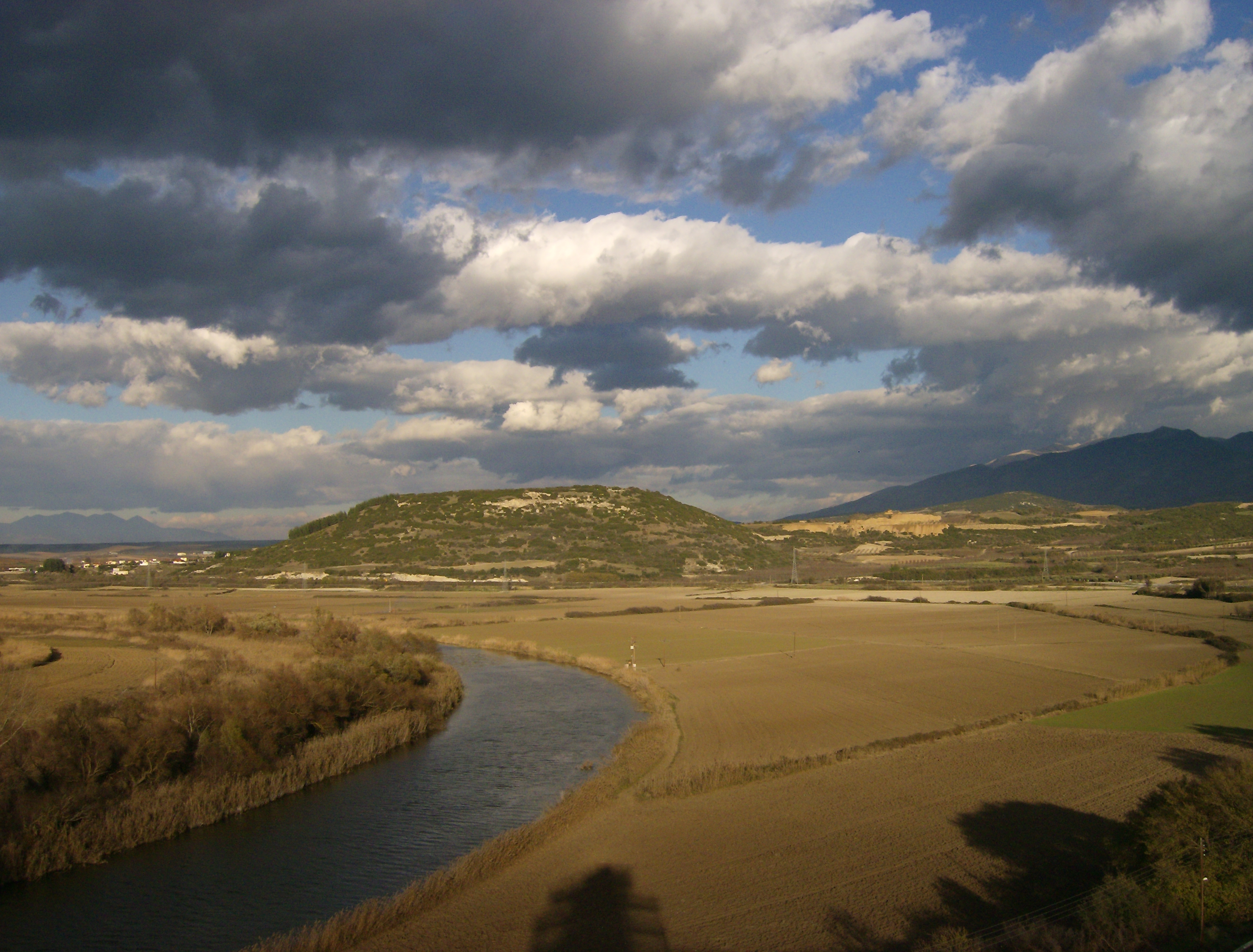
河口付近のストリューモーン川。

ストリューモーン（古希: Στρυμών [stryˈmɔːn], Strȳmōn）は、ギリシア神話の河神である。長母音を省略してストリュモンとも表記される。大洋神オーケアノスとテーテュースの子で、トラーキア地方のストリューモーン川の河神である。トラーキア地方の王とも言われる。
ムーサ、あるいはエウテルペー、カリオペー、テルプシコラー、クレイオーとの間にトロイア戦争の英雄レーソスをもうけた。またおそらくオリュントスとブランガースをももうけた。ネアイラとの間には娘エウアドネーが生まれた。ストリューモーンはまた軍神アレースによってトラッサを生んだテレイネーの父でもあった。別の娘ロドペーは海神ポセイドーンによってアトスの母になった。